# 神山閏次
神山 閏次（かみやま じゅんじ、1870年11月7日（明治3年10月14日）- 1943年（昭和18年）3月8日）は、日本の内務・農商務官僚。官選群馬県知事、錦鶏間祗候。

## 経歴
熊本県出身。熊本藩士・神山譲の長男として生まれる。第一高等学校を卒業。1895年（明治28年）帝国大学法科大学政治学科を卒業。同年11月、文官高等試験行政科試験に合格。内務省に入省し県治局属となる。
1896年（明治29年）5月、青森県参事官に就任。以後、司法大臣秘書官兼司法省参事官、衆議院書記官兼内務省参事官、農商務大臣秘書官兼衆議院書記官兼農商務省参事官、農商務省水産局長などを歴任。
1908年（明治41年）8月、群馬県知事に就任。1910年（明治43年）に前橋市で関東東北の各府県が参加した共進会が開催された。1912年（明治45年）3月、知事を休職となる。同年12月、鉄道院理事に就任し、1913年（大正2年）3月17日に依願免本官となり退官した。
その後、露領水産組合長、海外興業 (株) 社長を務めた。1918年（大正7年）6月21日、錦鶏間祗候に任じられた。墓所は多磨霊園。

## 栄典
- 1910年（明治43年）12月26日 - 勲三等瑞宝章[7]
- 1912年（明治45年）3月1日 - 従四位 [8]
- 1940年（昭和15年）8月15日 - 紀元二千六百年祝典記念章[9]

## 著作
- 『小楼清風記』神山閏次、1937年。

訳書
- ステーリン著『彼得大帝の面影』警醒社、1904年。

## 親族
- 妻 神山正（男爵足立正声の長女）[1]